# Mãe-pequena
A mãe-pequena, iaquequerê, ou iá-quererê (da língua iorubá, junção de iya+kekere) é a segunda pessoa mais importante em um terreiro de candomblé. Na ausência da ialorixá ou do babalorixá, é ela que assume o comando do terreiro. Está sempre presente no terreiro e faz parte de todos os preceitos e obrigações.